# Svetlana Metkina
Svetlana Aleksandrovna Metkina (Russisch: Светлана Александровна Меткина) (Moskou, 7 januari 1974) is een Russische actrice.